# Роганов, Альберт Михайлович
Альберт Михайлович Рогано́в — советский государственный хозяйственный и партийный деятель.

## Биография
Родился в 1935 году в Ногинске. Член КПСС с 1960 года.
С 1957 года — на хозяйственной, общественной и политической работе. В 1957—2007 гг. — инструктор, заведующий отделом райкома комсомола, инструктор, заведующий лекторской группой, заместитель заведующего отделом Московского горкома ВЛКСМ, первый секретарь Ленинского райкома комсомола, секретарь Московского горкома ВЛКСМ, постоянный представитель советской молодежи в Международном подготовительном комитете по проведению 9-го Всемирного фестиваля молодежи и студентов в Софии, заведующий отделом ЦК ВЛКСМ, инструктор ЦК КПСС, заведующий отделом, секретарь Московского горкома КПСС, заведующий сектором Отдела ЦК КПСС, заместитель главы Постоянного представительства СССР при ЮНЕСКО, работник МИД РФ, советник в аппарате Правительства столицы по вопросам социальной политики.
Избирался депутатом Верховного Совета РСФСР 10-го и 11-го созыва. Делегат XXV, XXVI и XXVII съездов КПСС .
Умер 7 сентября 2007 года. Похоронен на Калитниковском кладбище в Москве .